# Индриксоне, Байба
Байба Августовна Индриксоне (латыш. Baiba Indriksone; 22 февраля 1932 — 14 мая 2024) — советская и латвийская актриса.

## Биография
Байба Индриксоне родилась 22 февраля 1932 года в Риге, в семье служащих.
Окончила 3-ю Рижскую среднюю школу (1951) и театральный факультет Латвийской государственной консерватории им. Я. Витола (1952).
Актриса Латвийского Национального театра и Рижского камерного театра. Участвовала в постановках Нового Рижского театра. Выступала с авторскими концертными программами.
В кино дебютировала школьницей в фильме режиссёра Юлия Райзмана «Райнис», в роли Абелите.
Умерла 14 мая 2024 года в возрасте 92 лет.

## Творчество

### Роли в театре

#### Драматический театр им. А. Упита (Национальный театр)
- 1952 — «Ревизор» Н. В. Гоголя — Марья Антоновна
- 1953 — «Вишнёвый сад» А. П. Чехова — Аня
- 1953 — «Индраны» Рудольфа Блауманиса — Зелминя
- 1956 — «Иосиф и его братья» Райниса — Дина
- 1959 — «Шальной барон Бундулс» Я. Зейболта — Лизиня
- 1959 — «Тени белых башен» Петериса Петерсона — Фелицита
- 1961 — «Кредит у Нибелунгов» Ф. Куна — Амелия Грубер
- 1963 — «Так и будет» Константина Симонова — Оля
- 1964 — «Небо и Ад» Проспера Мериме — Марикита
- 1968 — «Ай-я-жужу, медвежонок» Хария Гулбиса — Япиня
- 1969 — «Дни портных в Силмачах» Рудольфа Блауманиса — Ауце
- 1973 — «Двери хлопают» Мишеля Фермо — Мать
- 1979 — «Голодранцы — аристократы» Эдуардо Скарпетта — Бетина
- 1982 — «Натюрморт с человеком» Лелде Стумбре — Мать Ингуса
- 1983 — «Альберт» Хария Гулбиса — Антония
- 1988 — «Главная заповедь» Дж. Патрика — Памела
- 1989 — «Субботний вечер» Рудольфа Блауманиса — Пупиня
- 1993 — «Невидимый Харви» Мэри Чейз — Бетти Чамли
- 1996 — «Третье слово» Алехандро Касона — Лулу
- 1998 — «Дом в Праге» Павла Когоута — Домохозяйка

#### Рижский камерный театр
- 1992 — «Раудупите» Анны Бригадере — Раудупите
- 1993 — «Блудный сын» Рудольфа Блауманиса — Роплаиниете

#### Новый Рижский театр
- 1997 — «Ребёнок Розмари», по одноимённому роману Айры Левин — Минни

### Фильмография
- 1949 — Райнис — Абелите
- 1955 — К новому берегу — Анна Пацепле
- 1956 — Без вести пропавший — Жела
- 1957 — Сын рыбака — Марта
- 1957 — Под золотым орлом — Норма
- 1957 — Крутые ступени — Эмилия
- 1967 — Сильные духом
- 1967 — Армия «Трясогузки» снова в бою — Габриэлла-Велта
- 1970 — Слуги дьявола — Лене
- 1972 — Слуги дьявола на чёртовой мельнице — Лене
- 1973 — Подарок одинокой женщине
- 1975 — В клешнях чёрного рака — герцогиня
- 1978 — Театр
- 1978 — Открытая страна — мать Димы
- 1979 — Незаконченный ужин — жена Пера Монссона
- 1981 — Лимузин цвета белой ночи — Олита Спреслиня
- 1982 — Таран — жена Роберта, хозяйка машины
- 1983 — Сад с призраком — Мирдза
- 1983 — Полёт через Атлантический океан — француженка
- 1986 — Свечка, яркая как солнце
- 1986 — Объезд — мать невесты
- 1986 — В заросшую канаву легко падать — директор школы
- 1988 — Виктория — мать Юханеса
- 1989 — Тапёр

## Семья
Вдова режиссёра Рижской киностудии Александра Лейманиса (1913—1990).
Сын — балетмейстер Айварс Лейманис.
Брат — телевизионный оператор Алвис Индриксонс.

## Награды
- 03.01.1956 — Медаль «За трудовое отличие»[6].
- 15.03.2007 — Офицер ордена Трёх звёзд IV степени (Латвия)[7].
- 22.02.2022 — Почётная грамота Президента Латвии[8].